# Jolande (Lothringen)

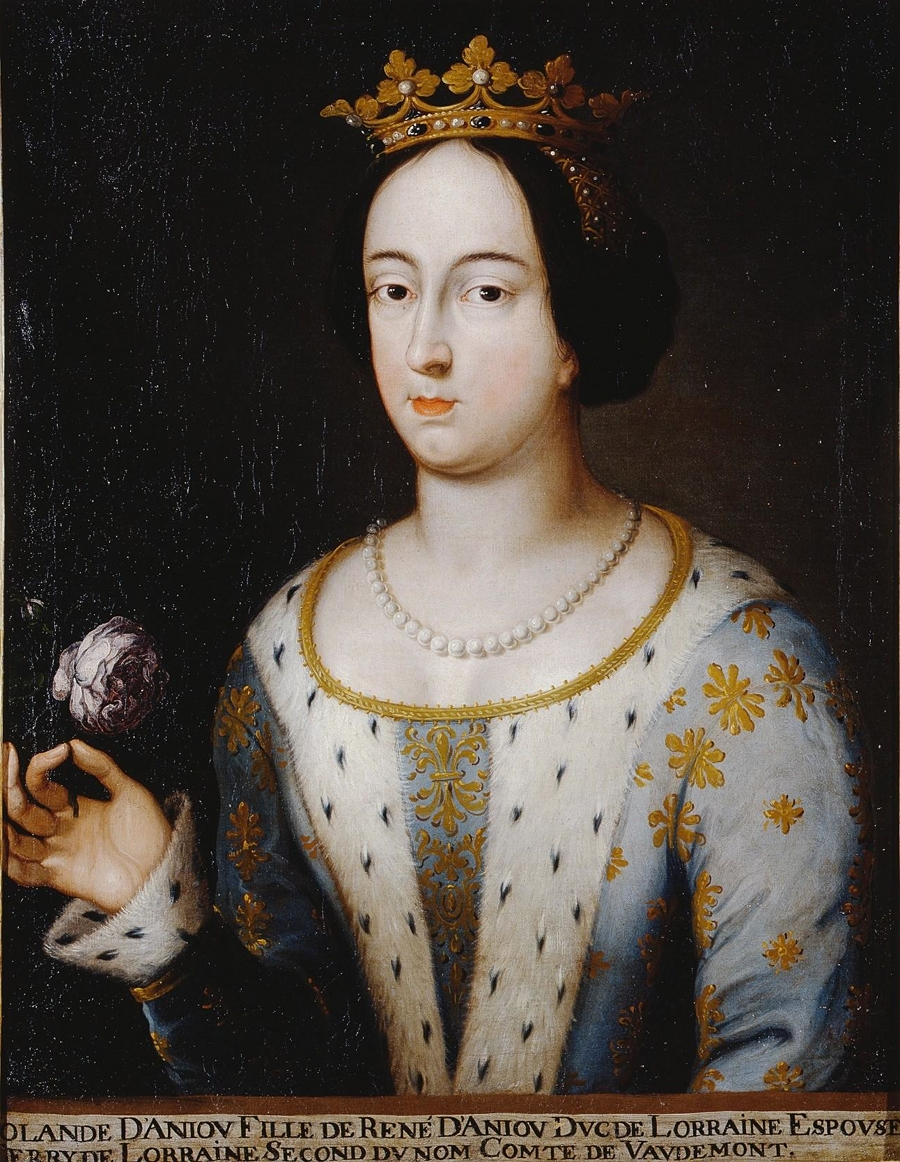
Jolande, Herzogin von Lothringen

Jolande (frz. auch Yolande d’Anjou; * 2. November 1428 in Nancy; † 23. März 1483 daselbst) war (ab 1473) Herzogin von Lothringen und (ab 1480) Bar sowie (ab 1481) Titularkönigin von Jerusalem. Sie war die Tochter von René I., Herzog von Bar, Graf von Provence und Forcalquier, Titularkönig von Jerusalem etc. und Isabella, Herzogin von Lothringen.
Sie heiratete 1445 in Nancy ihren Vetter Friedrich II. von Vaudémont (* 1420, † 1470), als Teil des Friedens- und Ehevertrages aus dem Jahr 1433 zwischen ihrem und seinem Vater, Anton von Vaudémont, mit dem die Erbfolge in Lothringen geregelt wurde. Ihre Kinder waren neben anderen:
- René II., † 1508, 1473 Herzog von Lothringen; ⚭ I Jeanne d’Harcourt, † 1488, Gräfin von Tancarville, Tochter von Graf Guillaume; ⚭ II Philippa von Geldern, † 1547, Tochter von Adolf von Egmond, Herzog von Geldern – Nachkommen waren die Herzöge von Lothringen ab 1473, aus denen 1736 das Haus Habsburg-Lothringen hervorging, und das Haus Guise
- Johanna (Jeanne) † 1480; ⚭ Karl IV. Herzog von Anjou, Herzog von Maine, † 1481 (Jüngeres Haus Anjou)
- Margarete (Marguerite) † 1521, ⚭ René, † 1492, Herzog von Alençon (Haus Valois-Alençon)
- Jolanthe (Yolande) † 1500; ⚭ Wilhelm II. der Mittlere, Landgraf von Hessen, † 1509

1473 erbte sie mit dem Tod ihres Neffen Nikolaus I. das Herzogtum Lothringen (was bei ihrer Hochzeit seinerzeit durchaus nicht absehbar war). Sie gab das Herzogtum sofort an ihren Sohn René II. weiter. Das Gleiche tat sie 1480, als sie von ihrem Vater das Herzogtum Bar erbte. 1481 erbte sie von ihrem Vetter, Graf Karl V. von Maine den Anspruch auf die Königreiche Neapel und Jerusalem die auch von ihren Nachkommen, darunter den Habsburg-Lothringern, weitergeführt wurden.
Jolande von Anjou überlebte ihren Gemahl um zwölf Jahre. Sie starb 1483 im Alter von 54 Jahren in Nancy. Ihr Schwager, Bischof Heinrich von Metz, ließ ihr und Ferry II. nach 1495 von Jacques Bachot, einem der bedeutendsten Bildhauer der Spätgotik der Champagne und Lothringens, ein prächtiges Grabmal für die Stiftskirche St. Laurent in Joinville (Haute-Marne) anfertigen, das während der Revolution zerstört wurde.

## Künstlerische Rezeption

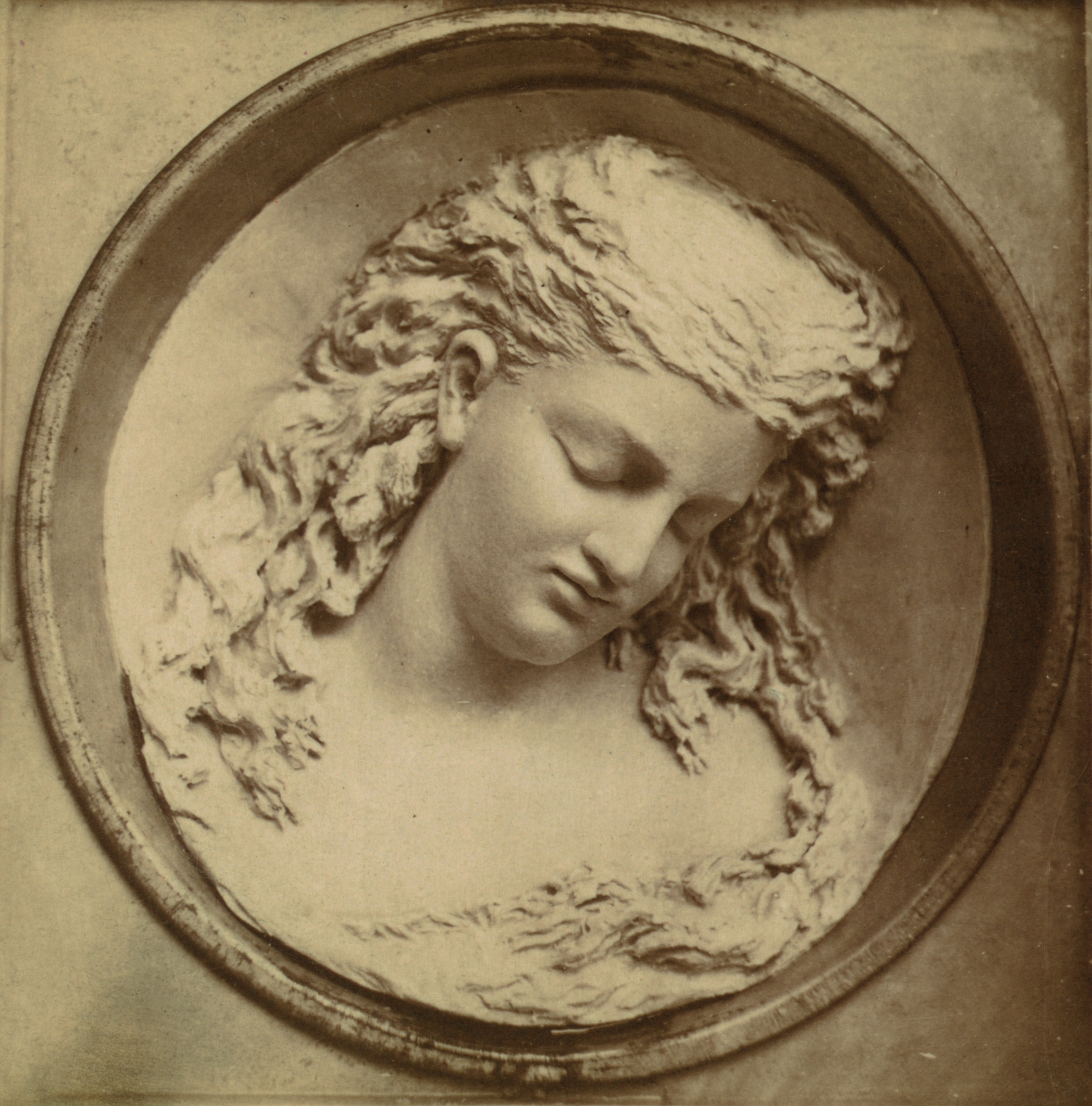
Dreaming Iolanthe von C. S. Brooks (1876)

Die historische Gestalt der Yolande wurde das Vorbild für das fiktive Theaterstück König Renés Tochter von Henrik Hertz. Hier wird Yolande fiktiverweise als eine Art Dornröschen bis zu ihrem 16. Geburtstag als ihres Sehunvermögens unwissend erzogene Blinde dargestellt – ein metaphorisches Bild für die begrenzte, menschliche, sinnenvermittelte Welterkenntnis, die aber durch Yolandes Charakter und ihre Liebesfähigkeit transzendiert wird und endlich darüber hinaus auch ihr zum Licht des Sehens, also zum Gesichtssinn verhilft.
Henrik Hertz’ Literarisierung des historischen Stoffs inspirierte weitere Künstler:
- 1873 schuf die US-amerikanische Bildhauerin Caroline Shawk Brooks erstmals ein Werk mit dem Titel Dreaming Jolanthe – ein Motiv, das sie in den folgenden eineinhalb Jahrzehnten noch etliche Male umsetzen sollte
- 1891 schrieb Tschaikowski die Oper Jolanthe op. 69 (Oper in einem Akt nach Hertz, Libretto: M. Tschaikowski, Uraufführung: St. Petersburg 1892)
- Auf der Gestalt und ihrer Gestaltung durch Hertz beruht auch der Märchenfilm Das Licht der Liebe von 1990